# Aeroport de Can Tho

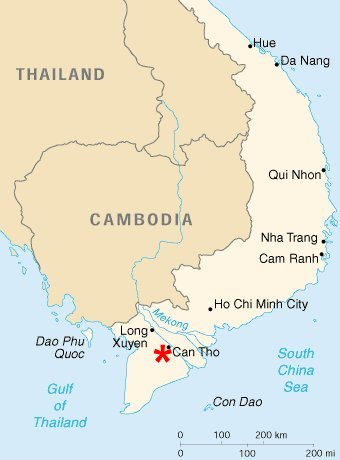
Localització de l'Aeroport de Can Tho.

L'Aeroport de Can Tho (Cảng hàng không Cần Thơ, Sân bay Cần Thơ) és un aeroport de Can Tho, a la República socialista del Vietnam, situat a 2 km al nord-est de Ciutat Can Tho, Mekong delta. Una pista d'aterratge 2400 m x 45 m.

## Aerolínies
- Vietnam Airlines (Hanoi).
- Jetstar Pacific Airlines (Hanoi).